# Sukagawa
Sukagawa (em japonês: 須賀川市, transl. Sukagawa-shi) é uma cidade localizada na província de Fukushima, no Japão.
Em 2003 a cidade tinha uma população estimada em 67 459 habitantes e uma densidade populacional de 435,28 h/km². Tem uma área total de 154,98 km².
Recebeu o estatuto de cidade a 31 de Março de 1954.

## Cidade-irmã
- Luoyang, China